# CDH23
CDH23‏ (Cadherin related 23) هوَ بروتين يُشَفر بواسطة جين CDH23 في الإنسان.